# Prezydenci Jemenu Północnego

## Lista prezydentówJemenu Północnego
| Osoba                                       | Osoba                                       | Osoba                                        | Kadencja                                    | Kadencja                                    | Partia polityczna                           |                                             |                                             |
| #                                           | Portret                                     | Imię i nazwisko                              | Od                                          | Do                                          | Partia polityczna                           |                                             |                                             |
| Przewodniczący Rady Dowództwa Rewolucyjnego | Przewodniczący Rady Dowództwa Rewolucyjnego | Przewodniczący Rady Dowództwa Rewolucyjnego  | Przewodniczący Rady Dowództwa Rewolucyjnego | Przewodniczący Rady Dowództwa Rewolucyjnego | Przewodniczący Rady Dowództwa Rewolucyjnego | Przewodniczący Rady Dowództwa Rewolucyjnego | Przewodniczący Rady Dowództwa Rewolucyjnego |
| ------------------------------------------- | ------------------------------------------- | -------------------------------------------- | ------------------------------------------- | ------------------------------------------- | ------------------------------------------- | ------------------------------------------- | ------------------------------------------- |
| -                                           |                                             | Abd Allah as-Sallal (1917–1994)              | 27 września 1962                            | 3 października 1962                         | wojskowy                                    |                                             |                                             |
| Prezydent                                   |                                             |                                              |                                             |                                             |                                             |                                             |                                             |
| 1                                           |                                             | Abd Allah as-Sallal (1917–1994)              | 3 października 1962                         | 5 listopada 1967                            | wojskowy                                    |                                             |                                             |
| Przewodniczący Rady Republiki               |                                             |                                              |                                             |                                             |                                             |                                             |                                             |
| -                                           |                                             | Abdul Rahman al-Irjani (1908–1998)           | 5 listopada 1967                            | 13 czerwca 1974                             | bezpartyjny                                 |                                             |                                             |
| Przewodniczący Rady Dowództwa               |                                             |                                              |                                             |                                             |                                             |                                             |                                             |
| -                                           |                                             | Ibrahim al-Hamdi (1943–1977)                 | 13 czerwca 1974                             | 13 czerwca 1975                             | wojskowy                                    |                                             |                                             |
| Prezydent                                   |                                             |                                              |                                             |                                             |                                             |                                             |                                             |
| 2                                           |                                             | Ibrahim al-Hamdi (1943–1977)                 | 13 czerwca 1975                             | 11 października 1977                        | wojskowy                                    |                                             |                                             |
| Przewodniczący Rady Prezydenckiej           |                                             |                                              |                                             |                                             |                                             |                                             |                                             |
| -                                           |                                             | Ahmad al-Ghaszmi (1938–1978)                 | 11 października 1977                        | 22 kwietnia 1978                            | wojskowy                                    |                                             |                                             |
| Prezydent                                   |                                             |                                              |                                             |                                             |                                             |                                             |                                             |
| 3                                           |                                             | Ahmad al-Ghaszmi (1938–1978)                 | 22 kwietnia 1978                            | 24 czerwca 1978                             | wojskowy                                    |                                             |                                             |
| Przewodniczący Rady Prezydenckiej           |                                             |                                              |                                             |                                             |                                             |                                             |                                             |
| -                                           |                                             | Abd al-Karim Abd Allah al-Araszi (1934–2006) | 24 czerwca 1978                             | 18 lipca 1978                               | wojskowy                                    |                                             |                                             |
| Prezydent                                   |                                             |                                              |                                             |                                             |                                             |                                             |                                             |
| 4                                           |                                             | Ali Abd Allah Salih (1942–2017)              | 18 lipca 1978                               | 22 maja 1990                                | wojskowy (do 24 sierpnia 1982)              |                                             |                                             |
| (4)                                         | Generalny Kongres Ludowy                    | Ali Abd Allah Salih (1942–2017)              | 18 lipca 1978                               | 22 maja 1990                                |                                             |                                             |                                             |